# Жилищна кооперация
Жилищностроителна кооперация се образува за снабдяване на членовете и със собствени жилища, гаражи и ателиета чрез организиране на строителна дейност. Този вид кооперация е вид сдружение, а не сграда. Жилищностроителна кооперация се образува за изграждане най-малко на шест самостоятелни имота. За учредяването и са необходими най-малко шест члена.
Строежът на сградата се извършва на кооперативни начала – отделни семейства се организират в кооперативно сдружение. То действа в ролята на възложител – наема архитект да изготви проекта и строител да построи жилищната сграда с апартаменти като жилищни единици.

## История в България
Строителството на жилищни сгради на кооперативни начала в България става възможно в началото на 1920-те години по време на правителството на Александър Стамболийски, когато законът позволява и поощрява кооперирането на средства с различна цел, включително и строителство на жилищни сгради. Такива сгради се строят предимно в София поради възникналия след Първата световна война жилищен проблем и придошлите преселници от другите райони на страната. Могат обаче да бъдат видени и в някои други големи български градове като Варна и Бургас.
Жилищните кооперации в София започват да се появяват през средата на 1920-те години, когато са построени сградите „Асеновец“ (на пл. „Орлов мост“), „Мусала“ (на ул. „Сердика“) и редица други. Бурното им строителство е през 1930-те години (като „Царевец“ на Орлов мост). Днес те доминират в централните части на София, като оформят облика на Центъра на столицата. Строителството им продължава до 1946 г., когато поради настъпилите промени са забранени всички архитектурни сдружения, а кооперативният начин на строителство е изоставен.
Само след няколко десетилетия в практиката отново се появява кооперативното жилищно строителство, като за целта е изготвена нормативна уредба чрез Закона за жилищностроителните кооперации, приет през 1978 г.

## Кооперации от 1920 – 1940

### Стилови характеристики
В стилово отношение жилищните кооперации от онзи период се свързват с архитектурното течение на Модернизма. Забелязват се и характеристики на стила Сецесион предимно в сградите от 1920-те години. През 1930-те години паралелно с откровения европейски модернизъм се развива и тежнение към националния стил със заемки от традиционната българска възрожденска архитектура.

### Характеристики на сградите
Почти всички сгради на жилищни кооперации, строени до към края на 1920-те години, са построени с конструкция тип пруски свод – външните и вътрешните стени имат носеща функция, а плочата е изграждана със стоманени релси със стоманобетонен пълнеж помежду им. След Чирпанското земетресение от 1928 г. със закон е въведен задължителният за всички жилищни сгради стоманобетонен скелет. Зидовете са изпълнявани с плътни тухли. Сградите най-често са с 3 до 5 етажа, поради което малко от тях са снабдени с асансьор.

### Вътрешно разпределение
По отношение на вътрешното разпределение от 1920-те до края на 1930-те години преобладава вестибюлната система, при която стаите са организирани около помещение без пряка слънчева светлина (вестибюл), отделено с голям портал (най-често 4-крилен) от дневната стая. Към края на 1930-те и през 1940-те години постепенно навлиза холната система, при която отпада вестибюлът, а стаите са организирани около голям пряко осветен хол. Нерядко апартаментите са снабдени с 2 входа – официален (отвеждащ към вестибюла или хола) и слугински (кухненски), който води към коридор към кухнята и санитарните помещения. В по-редки случаи сградите на жилищните кооперации са снабдени и с допълнително (слугинско) стълбище. Светлата жилищна височина на апартаментите в тези сгради е около 3 м. Подовите настилки са от дюшеме, а от 1940-те години се ползва и паркет.

### Архитекти
Поради масовото строителство на жилищни кооперации в София, повечето от архитектите, работили там от 1920-те до 1940-те години, имат реализирани проекти за кооперативни домове – Радослав Радославов, Константин Джангозов, Георги Овчаров, Христо Бърнев, Иван Васильов, Георги Апостолов и др.